# Wiesław Kielar
Wiesław Kielar (Przeworsk, 12 agosto 1919 – Breslavia, 1º giugno 1990) è stato uno scrittore e direttore della fotografia polacco, prigioniero politico durante la seconda guerra mondiale e sopravvissuto ad Auschwitz-Birkenau.

## Biografia
Fu uno dei primi prigionieri polacchi (n° del campo 290) del campo di concentramento tedesco Auschwitz-Birkenau. Fu arrestato nella sua città nativa di Jarosław nei primi giorni del maggio 1940, poi imprigionato insieme a diverse decine di colleghi a Tarnów. Arrivato il 14 giugno 1940 con il primo trasporto ad Auschwitz è stato privato di ogni identità diventando semplicemente il numero 290. Dal momento del suo arrivo e nei quasi cinque anni di residenza nel campo, Kielar ha lavorato in varie parti del complesso di Auschwitz, come infermiere, portatore di cadaveri, scrittore, muratore, falegname, installatore. Insieme a Edward Galiński, ha preparato una fuga dal campo fingendosi un ufficiale SS. Alla fine, non completamente convinto del piano ha rinunciato alla fuga in favore di Mali Zimetbaum (i cosiddetti "Romeo e Giulietta" di Auschwitz). Negli ultimi mesi del 1944 è stato trasportato come criminale in un altro campo tedesco, lavorando per la Philips e lì fu poi liberato dagli americani.
Ritornato in Polonia nel 1946, si diploma alla National Film School. Ha lavorato come direttore della fotografia. Si stabilì a Breslavia e rimase con la moglie fino alla sua morte nel 1990. La fama è arrivata grazie al suo capolavoro, Anus Mundi (1966), dove descrive con estrema crudezza e veridicità gli orrori del campo, la complessità della vita, il convivere con malattie e pidocchi e alla fine la liberazione.